# Paphiopedilum liemianum
Paphiopedilum liemianum är en orkidéart som först beskrevs av Jack Archie Fowlie, och fick sitt nu gällande namn av Kohji Karasawa och K.Saito. Paphiopedilum liemianum ingår i släktet Paphiopedilum och familjen orkidéer. Inga underarter finns listade i Catalogue of Life.

## Bildgalleri

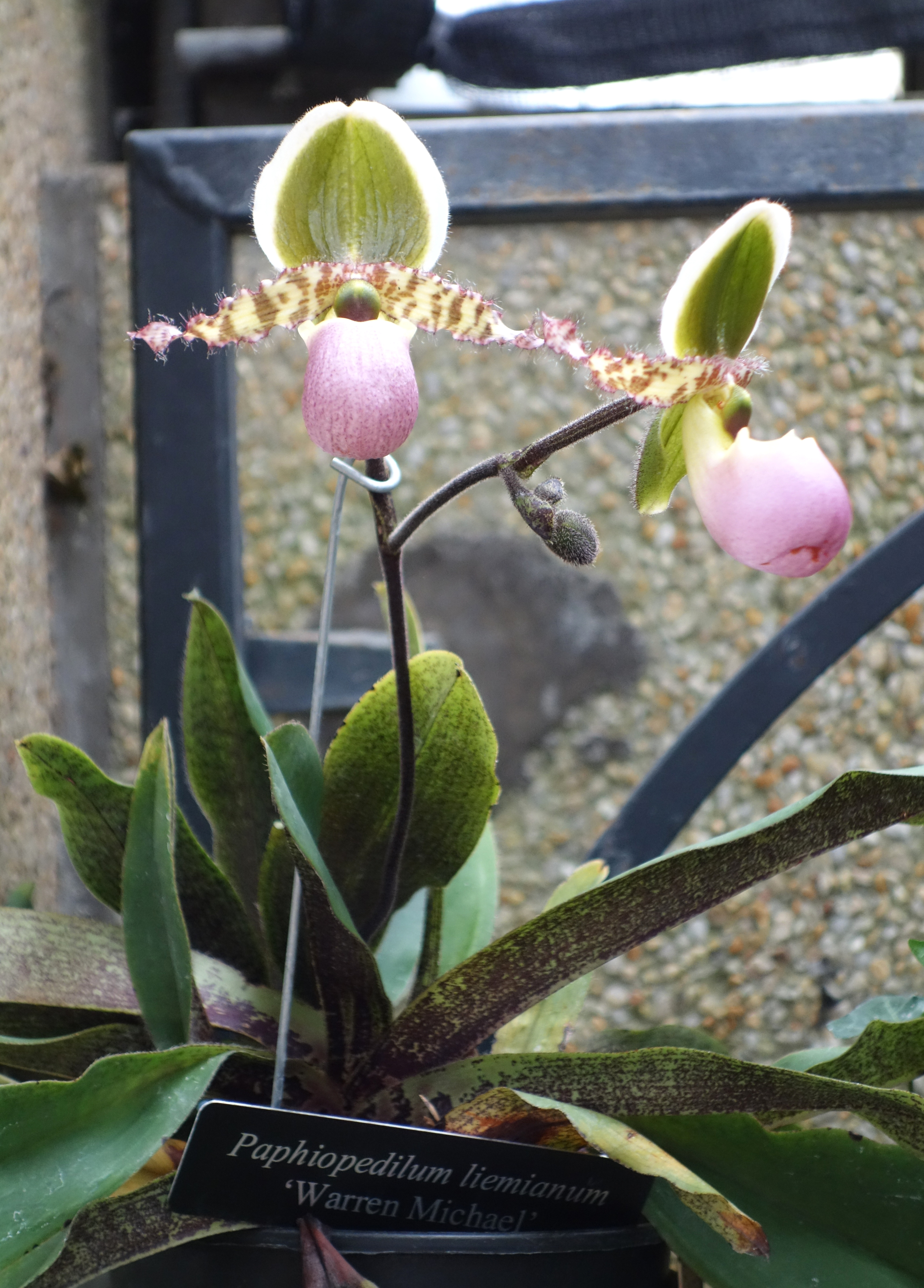
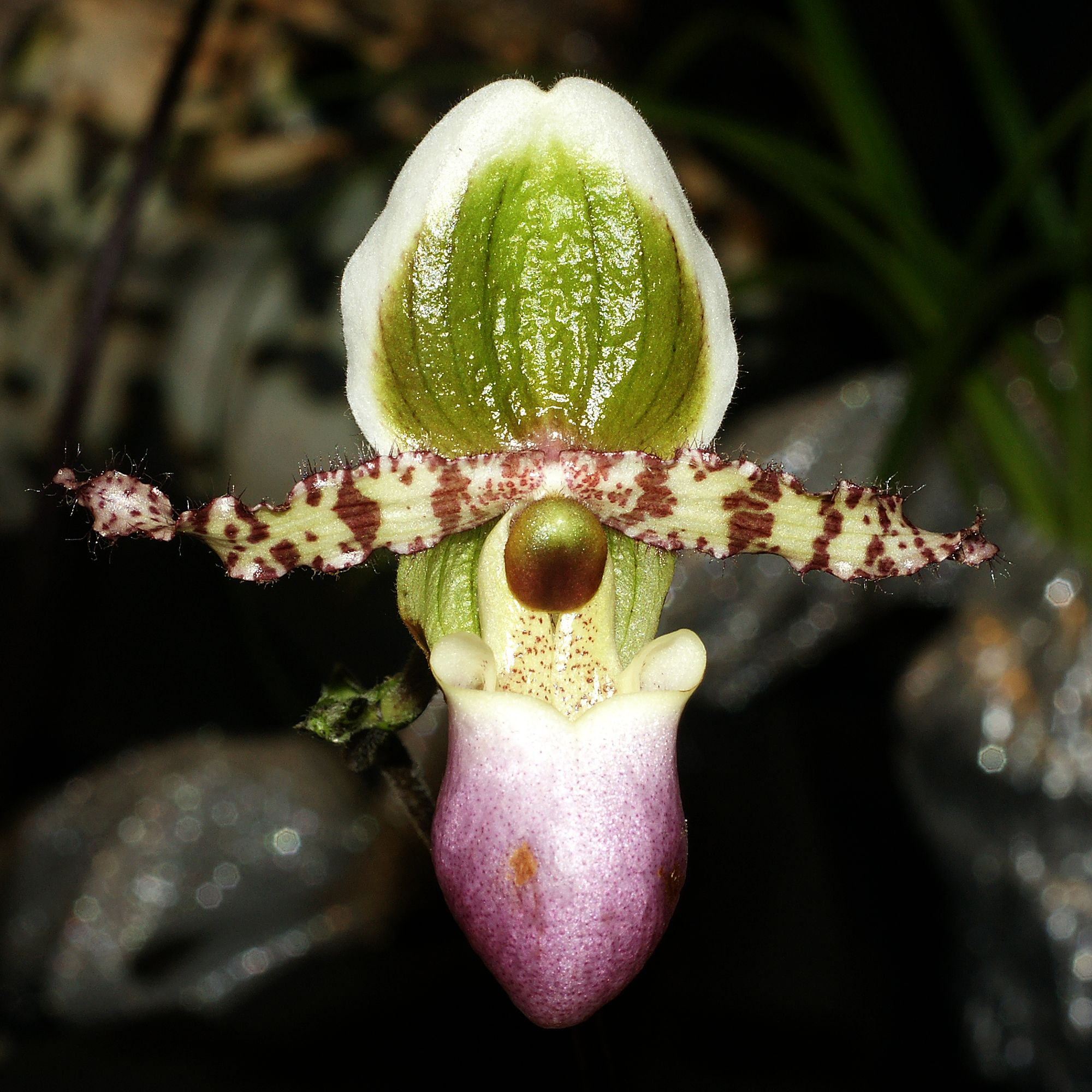